# Pentre Ifan
Le dolmen de Pentre Ifan est un mégalithe érigé 3500 ans av. J.-C.
Il se situe près du village de Nevern, dans le Pembrokeshire (Sir Benfro [ˈsiːr ˈbɛnvrɔ] en Gallois), au Pays de Galles.

Pentre Ifan
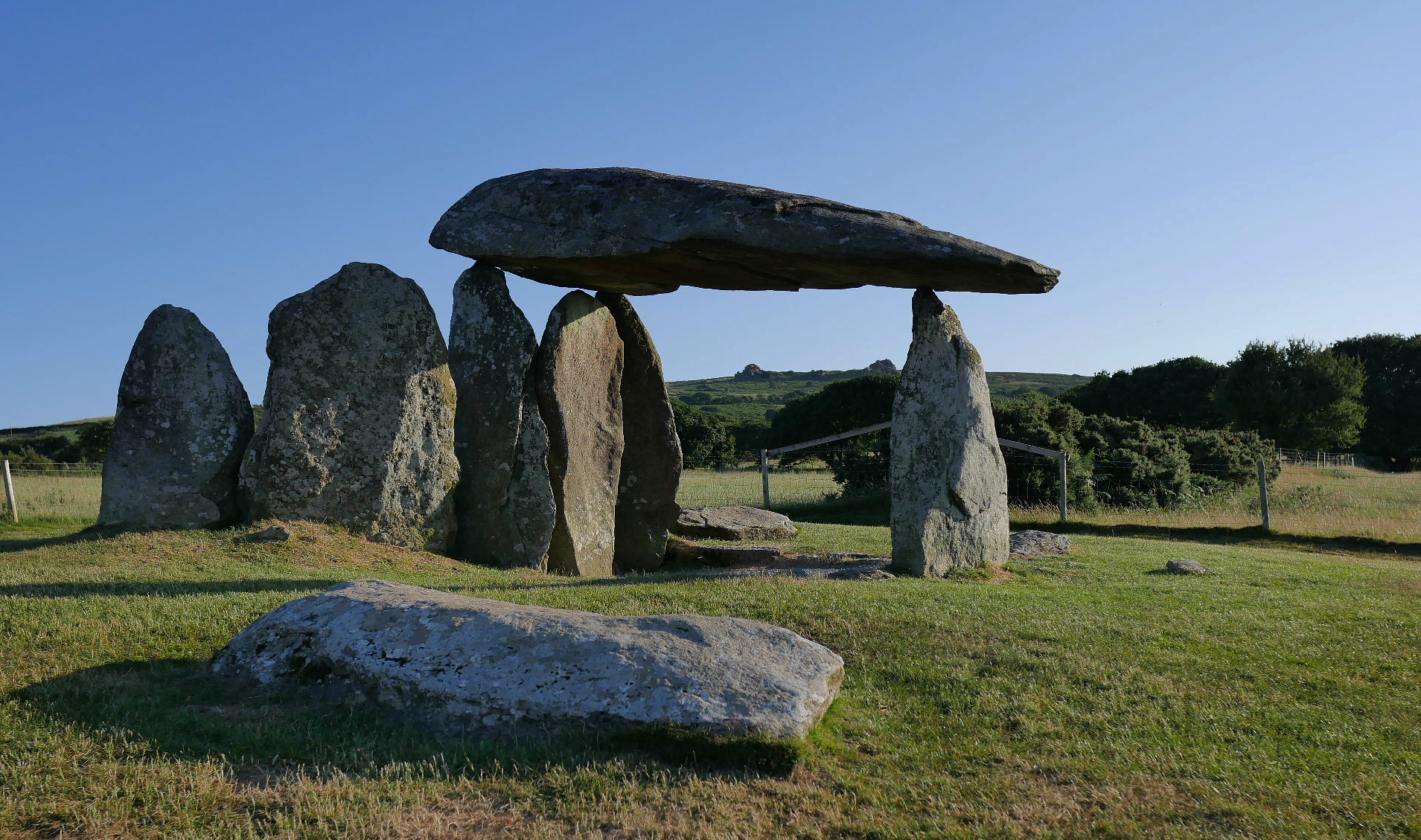
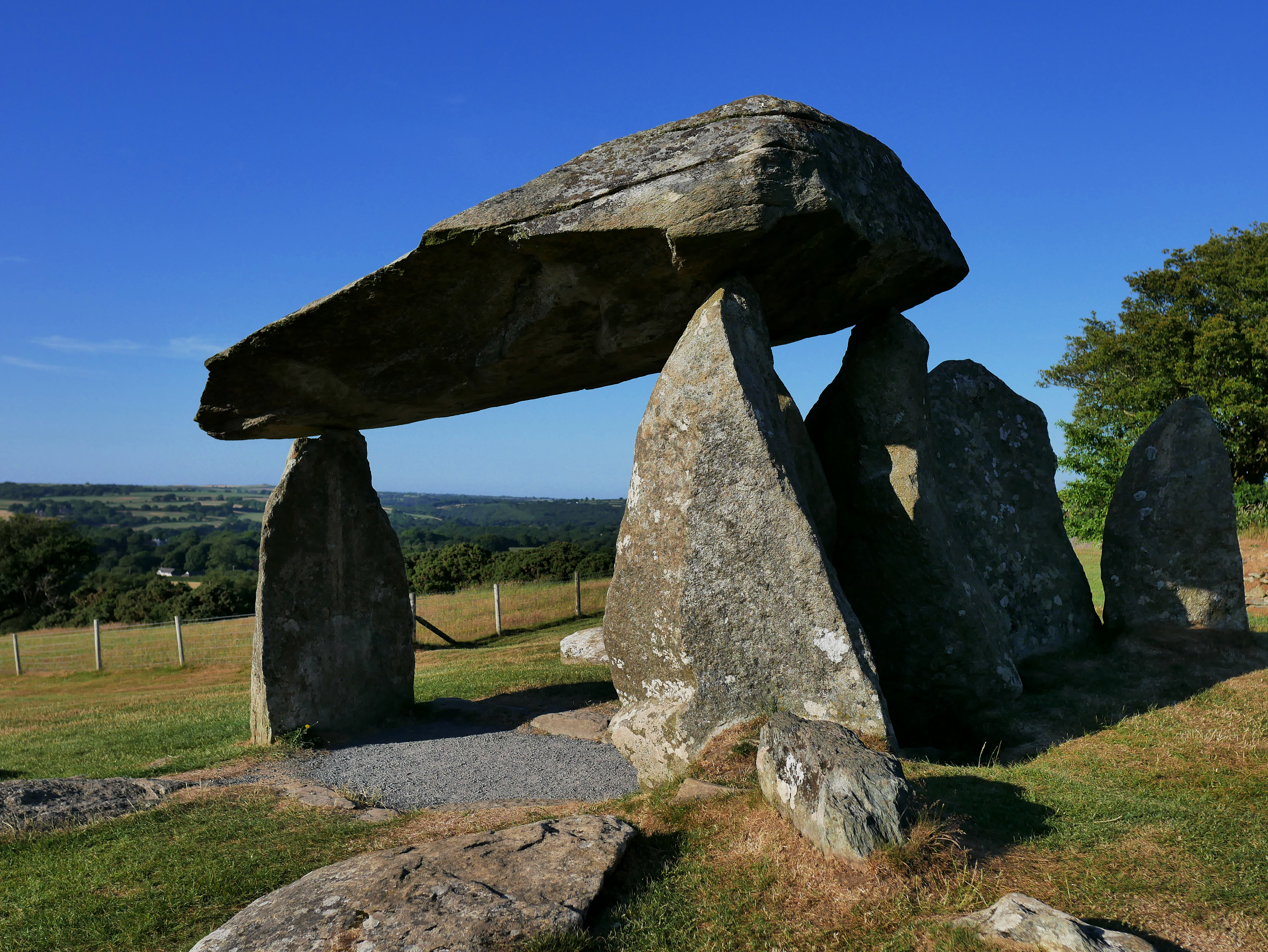
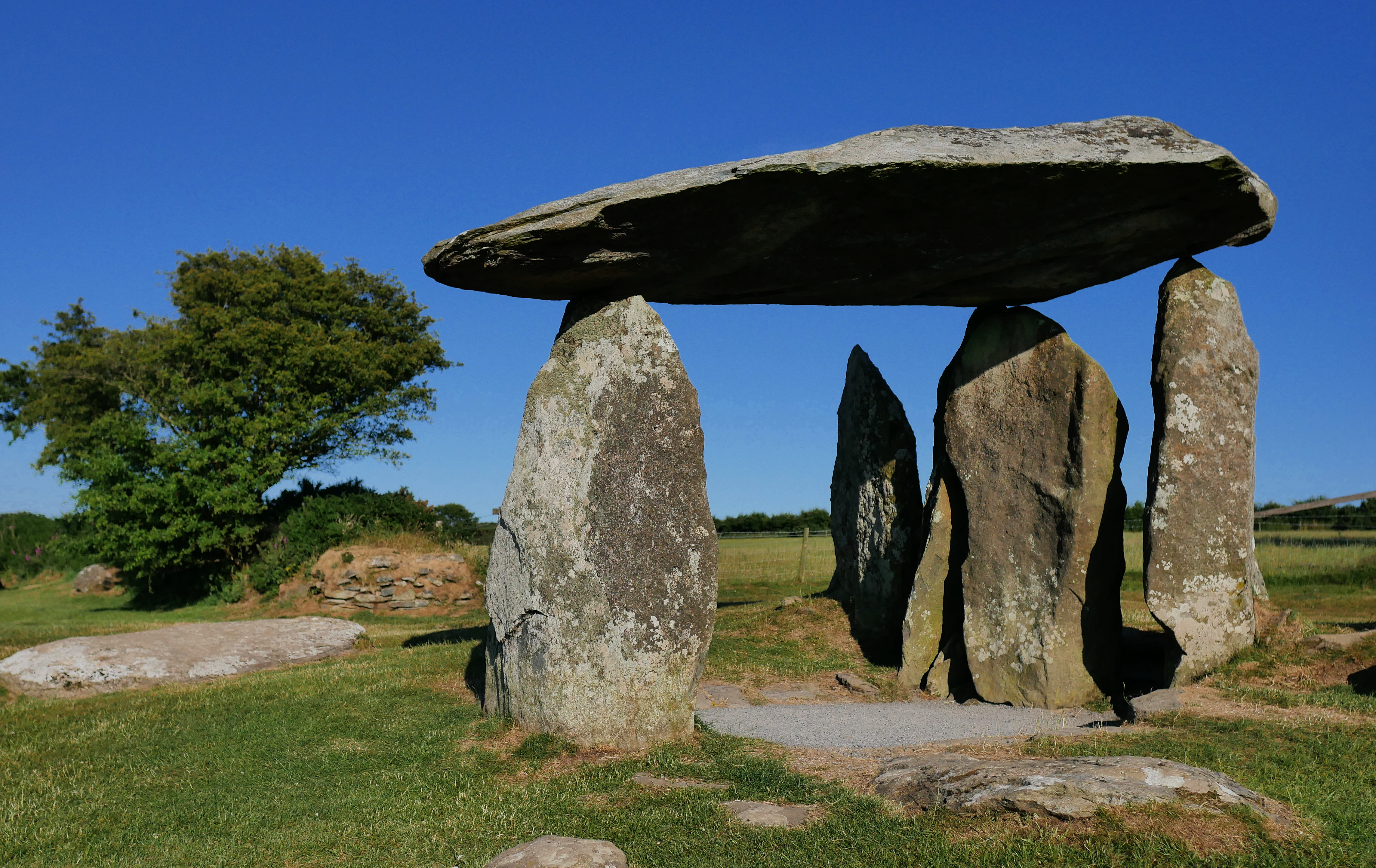
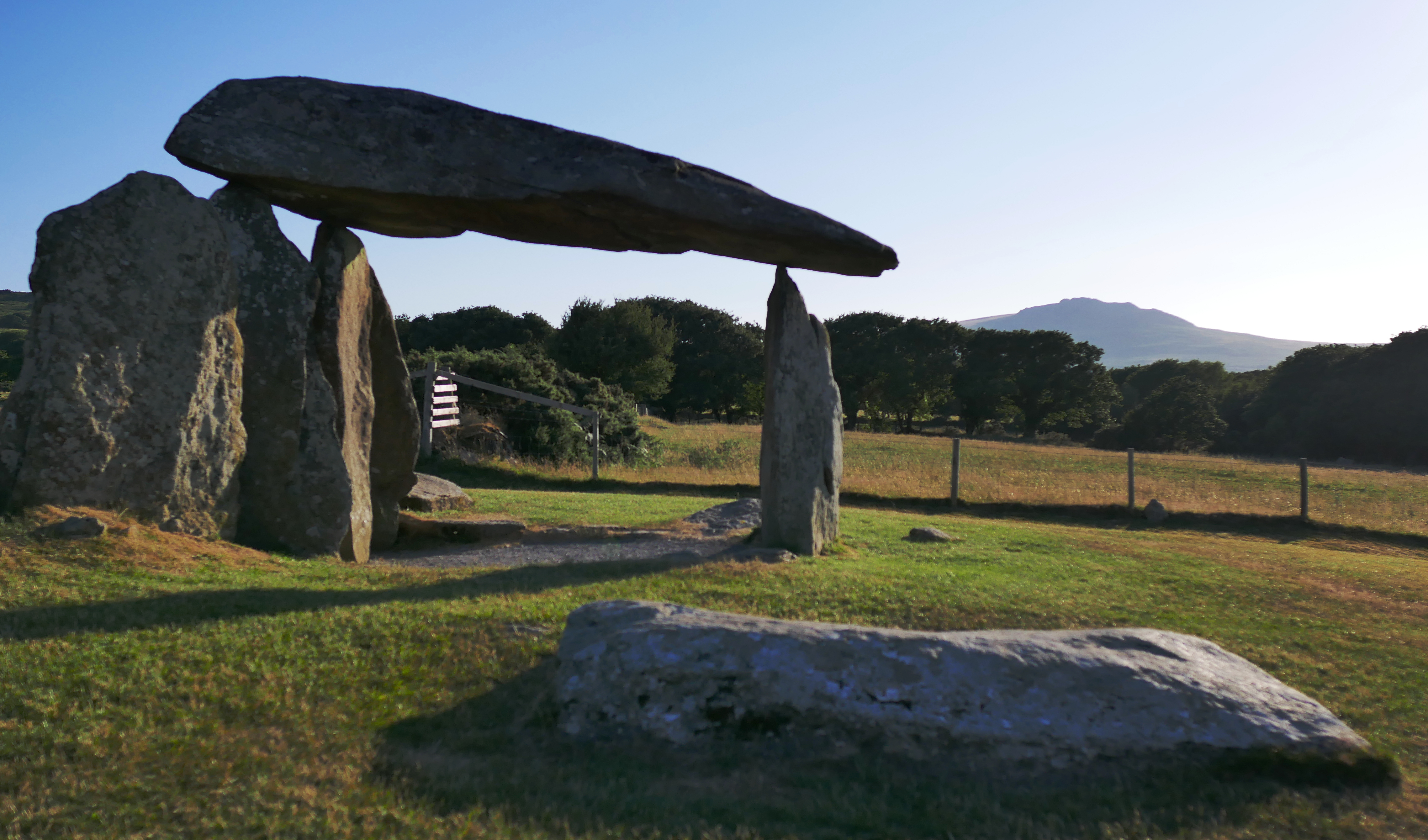